# Kỷ lục J.League
Đây là trang chi tiết về Những kỷ lục của J. League.

## J. League Hạng 1

### Thứ hạng
Tính đến 30 tháng 7 năm 2015
đậm là cầu thủ hiện đang thi đấu tại J1. nghiêng còn thi đấu nhưng không còn chơi tại J1.
| #  | Cầu thủ              | Số lần ra sân | Giai đoạn            |
| -- | -------------------- | ------------- | -------------------- |
| 1  | Seigo Narazaki       | 592           | 1995–                |
| 2  | Teruyoshi Ito        | 517           | 1993–2013            |
| 3  | Nobuhisa Yamada      | 501           | 1994–2013            |
| 4  | Yasuhito Endo        | 492           | 1998–2012, 2014–     |
| 5  | Yuji Nakazawa        | 491           | 1999–                |
| 6  | Tomokazu Myojin      | 480           | 1996–                |
| 7  | Yuki Abe             | 457           | 1998–2010, 2012–     |
| 8  | Hitoshi Sogahata     | 452           | 2006–                |
| 8  | Mitsuo Ogasawara     | 452           | 1998–2006, 2007–     |
| 10 | Satoshi Yamaguchi    | 448           | 1996–2011            |
| 11 | Toru Araiba          | 423           | 1997–2014            |
| 12 | Yoshikatsu Kawaguchi | 421           | 1994–2001, 2005–2013 |
| 13 | Toshiya Fujita       | 419           | 1994–2003, 2004–2008 |
| 14 | Takahiro Futagawa    | 393           | 1999–2012, 2014–     |
| 15 | Yutaka Akita         | 391           | 1993–2006            |
| 16 | Go Oiwa              | 386           | 1995–2010            |
| 17 | Naoki Matsuda        | 385           | 1995–2010            |
| 17 | Chikara Fujimoto     | 385           | 1996–2011            |
| 19 | Norio Omura          | 381           | 1993–2006            |
| 19 | Masaaki Sawanobori   | 381           | 1993–2005            |
| 19 | Toshihiro Hattori    | 381           | 1994–2006, 2008      |

| #  | Cầu thủ            | Số bàn thắng | Giai đoạn                             |
| -- | ------------------ | ------------ | ------------------------------------- |
| 1  | Masashi Nakayama   | 157          | 1994–2009, 2012                       |
| 1  | Hisato Sato        | 157          | 2000–2001, 2003, 2005–2007, 2009–     |
| 3  | Marquinhos         | 152          | 2001–2011, 2012–                      |
| 4  | Yoshito Okubo      | 147          | 2001, 2003–2004, 2006–2008, 2009–     |
| 5  | Ryoichi Maeda      | 142          | 2000–2013, 2015–                      |
| 6  | Kazuyoshi Miura    | 139          | 1992–1994, 1995–1998, 1999–2005, 2007 |
| 7  | Ueslei             | 124          | 2000–2005, 2006–2009                  |
| 8  | Juninho            | 116          | 2003–2013                             |
| 9  | Edmilson           | 111          | 2004–2011, 2012                       |
| 10 | Atsushi Yanagisawa | 108          | 1996–2003, 2006–2014                  |
| 11 | Toshiya Fujita     | 100          | 1994–2003, 2004–2008                  |
| 12 | Yasuhito Endo      | 98           | 1998–2012, 2014–                      |
| 13 | Keiji Tamada       | 96           | 1999–2014                             |
| 14 | Shoji Jo           | 95           | 1996–1999, 2000–2002                  |
| 15 | Nobuhiro Takeda    | 94           | 1993–2000, 2001                       |
| 15 | Hiroaki Morishima  | 94           | 1995–2001, 2003–2006                  |
| 15 | Tatsuhiko Kubo     | 94           | 1995–2007, 2009                       |
| 18 | Masahiro Fukuda    | 91           | 1993–1999, 2001–2002                  |
| 19 | Lucas              | 90           | 2004–2010, 2011–2013                  |
| 20 | Yoshiyuki Hasegawa | 89           | 1993–2003                             |

### Cá nhân
- Ghi nhiều bàn thắng nhất: 157 bàn

 Masashi Nakayama
- Nhiều hat-trick nhất: 8 lần

 Ueslei
- Ra sân thi đấu nhiều nhất: 599 trận

 Seigo Narazaki
- Ghi nhiều bàn thắng trong một mùa nhất: 36 bàn

 Masashi Nakayama (1998)
- Nhiều hat-trick trong một mùa nhất: 5 lần

 Masashi Nakayama (1998)
- Ghi nhiều bàn thắng trong một trận nhất: 5 bàn

 Koji Noguchi của Bellmare Hiratsuka trận đấu với Kashima Antlers (3 tháng 5 năm 1995)
 Edílson của Kashiwa Reysol trận đấu với Gamba Osaka (4 tháng 5 năm 1996)
 Masashi Nakayama của Jubilo Iwata trận đấu với Cerezo Osaka (15 tháng 4 năm 1998)
 Wagner Lopes của Nagoya Grampus Eight trận đấu với Urawa Red Diamonds (29 tháng 5 năm 1999)
- Cầu thủ trẻ nhất: 15 tuổi 10 tháng 6 ngày

 Takayuki Morimoto của Tokyo Verdy 1969 trận đấu với Jubilo Iwata (13 tháng 3 năm 2004)
- Cầu thủ trẻ nhất ghi bàn: 15 tuổi 11 tháng 28 ngày

 Takayuki Morimoto của Tokyo Verdy 1969 trận đấu với JEF United Ichihara (5 tháng 5 năm 2004)
- Cầu thủ nhiều tuổi nhất ghi bàn: 41 tuổi 3 tháng 12 ngày

 Zico của Kashima Antlers trận đấu với Jubilo Iwata (15 tháng 6 năm 1994)
- Bàn thắng nhanh nhất: giây thứ 8

 Hisato Sato của Sanfrecce Hiroshima trận đấu với Cerezo Osaka (22 tháng 4 năm 2006)
- Hat-trick nhanh nhất: 3 phút

 Yasuo Manaka của Cerezo Osaka trận đấu với Kashiwa Reysol (14 tháng 7 năm 2001)
- Bàn thắng đầu tiên

 Hennie Meijer của Verdy Kawasaki trận đấu với Yokohama Marinos (15 tháng 5 năm 1993)
- Hat-trick đầu tiên

 Zico của Kashima Antlers trận đấu với Nagoya Grampus Eight (16 tháng 5 năm 1993)

### Câu lạc bộ
- Vô địch nhiều nhất: 7 lần
  - Kashima Antlers (1996, 1998, 2000, 2001, 2007, 2008, 2009)
- Quãng thời gian thi đâu liên tục tại J1 dài nhất: 24 mùa (1993 - nay)
  - Kashima Antlers
  - Nagoya Grampus
  - Yokohama F. Marinos
- Ghi nhiều bàn thắng nhất trong một mùa: 107 bàn
  - Jubilo Iwata (1998)
- Ghi ít bàn thắng nhất trong một mùa: 16 bàn
  - Tokushima Vortis (2014)
- Lọt lưới nhiều nhất trong một mùa: 111 bàn
  - Yokohama Flügels (1995)
- Lọt lưới ít nhất trong một mùa: 24 bàn
  - Oita Trinita (2008)
- Hiệu số bàn thắng lớn nhất trong một mùa: 68 bàn
  - Jubilo Iwata (1998)
- Nhiều điểm nhất trong một mùa: 108 điểm
  - Verdy Kawasaki (1995)
- Ít điểm nhất trong một mùa: 13 điểm
  - Bellmare Hiratsuka (1999)
- Thắng nhiều nhất trong một mùa: 35 trận thắng

Verdy Kawasaki (1995)
- Thắng ít nhất trong một mùa: 2 trận thắng
  - Oita Trinita (2013)
- Hòa nhiều nhất trong một mùa: 14 trận hòa
  - FC Tokyo (2005)
  - Ventforet Kofu (2014)
- Thua nhiều nhất trong một mùa: 34 trận thua
  - Gamba Osaka (1995)
- Thua ít nhất trong một mùa: 3 trận thua
  - Jubilo Iwata (2001)
  - Jubilo Iwata (2002)
- Ghi nhiều bàn thắng nhất trong một trận: 12 bàn
  - Cerezo Osaka 5-7 Kashiwa Reysol (8 tháng 8 năm 1998)
- Kỷ lục chiến thắng: 9-1, 8-0
  - Jubilo Iwata 9-1 Cerezo Osaka (15 tháng 4 năm 1998)
  - Vissel Kobe 0-8 Oita Trinita (26 tháng 7 năm 2003)
- Trận hòa nhiều bàn thắng nhất: 5-5
  - Vissel Kobe 5-5 JEF United Ichihara (14 tháng 10 năm 1998)
- Lượng khán giả trung bình sân nhà cao nhất trong một mùa: 47,609
  - Urawa Red Diamonds (2008)
- Lượng khán giả cao nhất: 62,632
  - Yokohama F. Marinos 0-2 Albirex Niigata (30 tháng 11 năm 2013)

## J. League Hạng 2
Tính tới 31 tháng 12 năm 2014

### Cá nhân
- Ghi nhiều bàn thắng nhất: 74 bàn

 Marcus
- Ghi nhiều hat-trick nhất: 6 lần

 Juninho
- Ra sân nhiều lần nhất: 508 trận (đến hết mùa 2014)

 Koji Honma*
- Ghi nhiều bàn thắng nhất trong một mùa: 37 bàn

 Juninho (2004)
 Hulk (2007)
- Ghi nhiều hat-trick nhất trong một mùa: 3 lần

 Marcus (2003)
 Juninho (2003)
 Juninho (2004)
 Hulk (2007)
- Ghi nhiều bàn thắng nhất trong một trận: 4 bàn

 Emerson của Kawasaki Frontale trận đấu với Yokohama FC (12 tháng 5 năm 2001)
 Yutaka Takahashi của Sanfrecce Hiroshima trận đấu với Yokohama FC (19 tháng 4 năm 2003)
 Marcus của Albirex Niigata trận đấu với Omiya Ardija (14 tháng 5 năm 2003)
 Marcus của Albirex Niigata trận đấu với Consadole Sapporo (2 tháng 8 năm 2003)
 Marcus của Albirex Niigata trận đấu với Yokohama FC (13 tháng 9 năm 2003)
 Baron của Ventforet Kofu trận đấu với Mito HollyHock (2 tháng 5 năm 2004)
 Hulk của Consadole Sapporo trận đấu với Shonan Bellmare (23 tháng 9 năm 2006)
- Cầu thủ trẻ nhất: 16 tuổi 2 tháng 25 ngày

 Daisuke Kikuchi của Shonan Bellmare trận đấu với Avispa Fukuoka (7 tháng 7 năm 2007)
- Cầu thủ trẻ nhất ghi bàn: 17 tuổi 3 tháng 15 ngày

 Daisuke Kikuchi  của Shonan Bellmare trận đấu với Roasso Kumamoto (27 tháng 7 năm 2008)
- Cầu thủ nhiều tuổi nhất ghi bàn: 46 tháng 4 tháng 7 ngày

 Kazuyoshi Miura của Yokohama FC trận đấu với Tochigi S.C. (3 tháng 7 năm 2013)*
- Bàn thắng đầu tiên

 Hayato Okamoto của FC Tokyo trận đấu với Sagan Tosu (14 tháng 3 năm 1999)
- Hat-trick đầu tiên

 Koichiro Katafuchi của Sagan Tosu trận đấu với Consadole Sapporo (28 tháng 3 năm 1999)
- Dấu sao chỉ cầu thủ hiện vẫn đang thi đấu tại J. League Hạng 2

### Câu lạc bộ
- Vô địch nhiều nhất: 2 lần

Consadole Sapporo (2000, 2007)
Kawasaki Frontale (1999, 2004)
Kyoto Sanga F.C. (2001, 2005)
- Quãng thời gian thi đâu liên tục tại J2 dài nhất: 16 mùa

Mito HollyHock (2000-2015, vẫn đang)
- Ghi nhiều bàn thắng nhất trong một mùa: 104 bàn

Kawasaki Frontale (2004)
- Ghi ít bàn thắng nhất trong một mùa: 20 bàn

Giravanz Kitakyushu (2010)
- Lọt lưới nhiều nhất trong một mùa: 98 bàn

Ventforet Kofu (2001)
- Lọt lưới ít trong một mùa: 22 bàn

Consadole Sapporo (2000)
FC Tokyo (2011)
- Hiệu số lớn nhất trong một mùa: 66 bàn

Kawasaki Frontale (2004)
- Nhiều điểm nhất trong một mùa: 106 điểm

Vegalta Sendai (2009)
- Ít điểm nhất trong một mùa: 15 điểm

Giravanz Kitakyushu (2010)
- Thắng nhiều nhất trong một mùa: 34 trận thắng

Kawasaki Frontale (2004)
- Thắng ít nhất trong một mùa: 1 trận thắng

Giravanz Kitakyushu (2010)
- Hòa nhiều nhất trong một mùa: 22 trận hòa

Yokohama FC (2004)
- Thua nhiều nhất trong một mùa: 34 trận thua

Ventforet Kofu (2001)
- Thua ít nhất trong một mùa: 2 trận thua

Kashiwa Reysol (2010)
- Ghi nhiều bàn thắng nhất trong một trận: 10 bàn

FC Gifu 2-8 Gamba Osaka (3 tháng 7 năm 2013)
- Kỷ lục chiến thắng: 7-0

Sagan Tosu 0-7 Urawa Red Diamonds (30 tháng 3 năm 2000)
- Hòa nhiều bàn thắng nhất: 4-4

Tokushima Vortis 4-4 Giravanz Kitakyushu (22 tháng 8 năm 2010)
Sagan Tosu 4-4 Yokohama FC (17 tháng 10 năm 2010)
FC Gifu 4-4 Sagan Tosu (30 tháng 10 năm 2011)
- Lượng khán giả trung bình sân nhà cao nhất trong một mùa: 30,339

Albirex Niigata (2003)
- Lượng khán giả cao nhất: 42,223

Albirex Niigata 1-0 Omiya Ardija (23 tháng 11 năm 2003)